# Caraphia ebenina
Caraphia ebenina là một loài bọ cánh cứng trong họ Cerambycidae.